# MoraBanc
MoraBanc (Mora Banc SAU) est une banque de la principauté d'Andorre appartenant au groupe bancaire Mora Banc Grup dont le siège social se trouve à Andorre-la-Vieille.
Bonaventura Mora fonde la société en 1938 sous le nom de « Comptoir Andorran de Change ». Ce n'est qu'à partir de 1952 qu'elle devient une banque à part entière autorisée à effectuer toutes les opérations sur les devises. Elle prend le nom de Banca Mora en 1956 avant de changer d'identité visuelle et d'adopter le nom actuel de MoraBanc en 2011.